# Фёдоров, Георгий Борисович
Гео́ргий Бори́сович Фёдоров (15 мая 1917, Сестрорецк — 7 февраля 1993, Лондон) — советский археолог, писатель, популяризатор науки. Доктор исторических наук.

## Биография
Родился в Сестрорецке, пригороде Петрограда, в семье Бориса Владимировича Фёдорова (1881—1953), преподавателя русской словесности гимназии, позже руководящего работника ряда советских издательств, и Веры Яковлевны Фёдоровой (в девичестве Свистуновой). В 1924 году с семьей отца переехал в Москву. После учёбы в средней школе, с 1935 года учился на историческом факультете МГУ, который окончил в 1940 году и был призван в армию.
В начале Великой Отечественной войны тяжело контужен и парализован. После выздоровления и демобилизации возвратился в университет, ассистентом кафедры археологии. В 1945 году окончил аспирантуру Института истории материальной культуры АН СССР (с 1959 года — Институт археологии АН СССР) с защитой диссертации на степень кандидата исторических наук «Русские монеты эпохи образования русского национального государства» (1946) и начал работу в этом же институте младшим научным сотрудником; с 1950 года — старший научный сотрудник; с 1979 по 1986 год — старший научный сотрудник-консультант. Участвовал в раскопках Новгорода, в Подмосковье, на Брянщине, в Средней Азии, Молдавии и Литве.
Один из основоположников археологической науки в Молдавии, в 1950 году организовал в Молдавском филиале Академии наук СССР археологическую группу молодых энтузиастов и Прутско-Днестровскую археолого-этнографическую экспедицию. В долине Правобережья реки Днестр этой экспедицией во главе с Г. Б. Фёдоровым в том же году были впервые открыты укрепления (городища) летописных тиверцев конца IX — начала XII вв. у сёл Екимауцы и Алчедар, позже — другие многочисленные места распространения древнерусской культуры в Молдавии и предшествовавших ей культур с III века до н. э. Под его руководством были выполнены кандидатские диссертации И. А. Рафаловича и Л. Л. Полевого.
Вслед за многими научными статьями и другими публикациями в 1960 году вышел первый том монографии Г. Б. Фёдорова по итогам раскопок экспедиции в Молдавии: «Население Прутско-Днестровского междуречья в I тысячелетии н. э.», за которую в 1962 году ему была присуждена учёная степень доктора исторических наук. Второй том монографии, посвящённый древнерусской культуре в Молдавии, не увидел свет. Из-за разногласий с академиком Б. А. Рыбаковым в 1970-х годах по негласному указанию «свыше» работа экспедиции закрыта, а её глава, Г. Б. Фёдоров, за помощь диссидентам, подвергся ограничениям в московском академическом Институте археологии и фактически изгнан из Молдавии.
Фёдоров сочувствовал советским диссидентам и способствовал принятию их на работу временными рабочими в археологические экспедиции, если они не могли найти работу. Среди таких временных рабочих были Наум Коржавин, Александр Некрич, Илья Габай.
Фёдоров был автором многих научных статей, известен также как писатель и публицист. Его перу принадлежат исторический роман «Игнач Крест», повести, рассказы, очерки, литературные статьи и другие произведения, особенно в позднее время жизни.
С 1991 года жил в Англии. Скончался и похоронен в Лондоне.
Член Союза писателей СССР и ПЕН-клуба.

## Семья
Жена — Марианна Григорьевна Рошаль-Строева (в замужестве Рошаль-Фёдорова, 1925—2022), кинорежиссёр, литератор, переводчица. 
Дети:
- Вера Георгиевна Рошаль-Фёдорова (род. 1949), искусствовед, живёт в Израиле.
- Михаил Георгиевич Рошаль-Фёдоров (1956—2007), художник, жил в Лондоне.

## Основные работы
Научные публикации
- Топография кладов с литовскими слитками и монетами // КСИИМК. Вып. 29. М. — Л., 1949;
- Классификация литовских слитков и монет // КСИИМК. Вып. 29. М. — Л., 1949;
- Унификация русской монетной системы и указ 1535 года // Известия АН СССР. Серия истории и философии. — 1950. — № 6.
- Население Прутско-Днестровского междуречья в I тысячелетии н. э. М., 1960 (Материалы и исследования по археологии СССР. № 89).
- Археология Румынии. М, 1973 (в соавт. с Л. Л. Полевым).
- Памятники древних славян (VI—VIII вв.). Кишинёв, 1974 (в соавт. с Г. Ф. Чеботаренко).
- Этногенез волохов, предков молдаван, по данным археологии (историографический аспект) // Stratum plus. 1999. № 5

Литературные произведения
- Дневная поверхность. Повести и рассказы. М., 1963, изд. 2-е 1966, изд. 3-е 1977.
- Живая вода. Повесть. М., 1966.
- Поэт, художник и каменная баба. М., 1981.
- Лесные пересуды. Рассказы. М., 1981, 1986.
- Возвращённое имя. Повести и рассказы. М., 1986.
- Басманная больница. Повесть. М., 1989.
- Дезертир (Из записок оккупанта). Документальная повесть // «Даугава». 1990, № 1.
- Игнач-крест. Исторический роман (в соавторстве с М. Г. Рошаль-Федоровой). М., 1991.
- Брусчатка. Повести и рассказы. М., 1997.

Сценарии
- 1961 — Орлиный остров — сосценарист